# Décès en 1175
Décès
- 1171
- 1172
- 1173
- 1174
- 1175
- 1176
- 1177
- 1178
- 1179

Cette page dresse une liste de personnalités mortes au cours de l'année 1175 :
- 1er juillet : Réginald de Dunstanville, 1er comte de Cornouailles puis shérif du Devon.
- 15 août : Gaucher III de Salins, seigneur de Salins.
- 19 octobre : André de Saint-Victor, théologien et l'un des plus grands exégètes scientifique de la Bible.
- 13 novembre :Henri de France, évêque de Beauvais, puis archevêque de Reims.

- Ibn Asakir, savant musulman Shâfi'ite et théologien Ash'arite.
- Bernard III de Montesquiou, évêque de Tarbes.
- Cadell ap Gruffydd, prince rebelle de Deheubarth.
- Lý Anh Tông, empereur du Đại Việt (ancêtre du Viêt Nam) et le sixième représentant de la dynastie Lý.
- Mleh d'Arménie, prince des Montagnes roupénide.
- Yesügei, chef mongol, père de Gengis Khan.

date incertaine (vers 1175)
- Galfroy, ou Galfridus Monumethensis, cardinal anglais.

## Crédit d'auteurs
- Cet article est partiellement ou en totalité issu de l'article intitulé « 1175 » (voir la liste des auteurs).